# ピモンテ
ピモンテ（イタリア語: Pimonte）は、イタリア共和国カンパニア州ナポリ県にある基礎自治体（コムーネ）。

## 地理

### 位置・広がり
ナポリ県南東部のコムーネ。カステッランマーレ・ディ・スタービアから南東へ3km、アマルフィから西北西へ9km、県都ナポリから南東へ29kmの距離にある。

#### 隣接コムーネ
隣接するコムーネは以下の通り。括弧内のSAはサレルノ県所属を示す。
- アジェーロラ
- カステッランマーレ・ディ・スタービア
- グラニャーノ
- ポジターノ (SA)
- スカーラ (SA)
- ヴィーコ・エクエンセ

## 行政

### 分離集落
ピモンテには、以下の分離集落（フラツィオーネ）がある。
- Centro, Franche, Piazza, Tralia